# 赤土正強

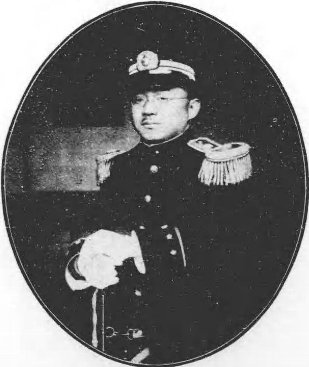
赤土 正強

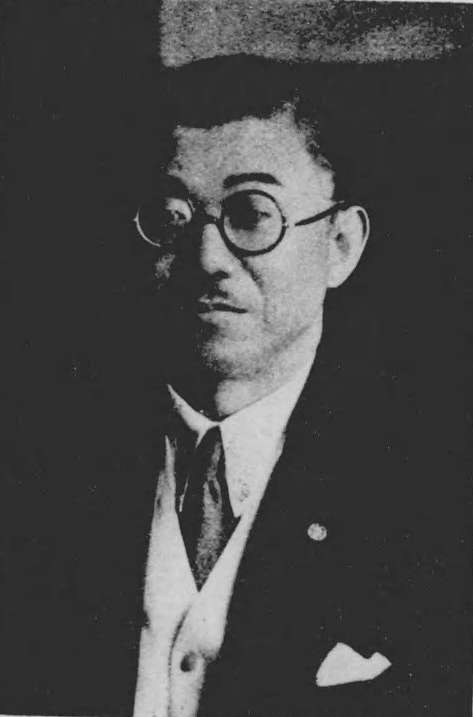
足利市長を務めていた頃

赤土 正強（赤土 正强、しゃくど まさたけ、1888年（明治21年）8月16日 - 1944年（昭和19年）3月11日）は、日本の内務官僚、足利市長。

## 経歴
奈良県北葛城郡下田村（現在の香芝市）出身。天王寺中学校を経て、第四高等学校を卒業。1912年11月、文官高等試験行政科試験に合格。1913年、東京帝国大学法科大学英法科を卒業。内務省に入省し滋賀県属となる。
以後、滋賀県警視、同県神崎郡長、同野洲郡長、鳥取県理事官・視学官、京都府理事官・産業部長、山梨県書記官・警察部長、奈良県書記官・内務部長、愛媛県書記官・内務部長、福島県書記官・内務部長、長崎県書記官・総務部長などを歴任。
1937年7月8日、依願免本官となり退官した。退官後、足利市長を1944年1月まで務め、特に渡良瀬川と袋川の改修工事に尽力した。退任後の3月11日に死去した。